# Pandémie de Covid-19 en Estonie
- > 2100 à 2400 cas pour 10 000 habitants confirmés
- > 2400 à 2700 cas pour 10 000 habitants confirmés
- > 2700 à 3000 cas pour 10 000 habitants confirmés
- > 3000 à 3300 cas pour 10 000 habitants confirmés
- > 3300 à 3600 cas pour 10 000 habitants confirmés

La pandémie de Covid-19 en Estonie démarre officiellement le 27 février 2020. À la date du 29 août 2022, le bilan est de 2 647 morts.

## Chronologie
La pandémie de Covid-19 en Estonie débute dans sa capitale Tallinn le 27 février 2020 quand le premier cas de Covid-19 est recensé.
Le 11 mars 2020, 15 personnes sont diagnostiquées avec le coronavirus, toutes avaient été infectés à l'extérieur du pays, principalement dans le nord de l'Italie.
Le 12 mars au soir, le gouvernement d'Estonie déclare l'état d'urgence jusqu'au 1er mai 2020. En conséquence, toutes les écoles et universités sont fermées et tous les rassemblements publics interdits, y compris les événements sportifs et culturels. Il annonce la fermeture des frontières aux étrangers et aux non-résidents à partir du 17 mars.
Au 20 avril 2020, l'Estonie compte 1 535 cas confirmé et 40 morts, elle est le 57e pays le plus touché au monde en nombre de cas confirmé et 61e pays le plus touché au monde en nombre de morts.

## Mesures prises
Les mesures annoncées sont les suivantes :
- Une distance minimale de deux mètres doit être maintenue entre les individus dans tous les lieux publics tels que les espaces de jeu et de sport, les plages, sentiers de promenade et de randonnée, mais aussi à l’intérieur, à l’exception du domicile des personnes où cela ne peut être vérifié. Ces mesures s’appliquent également aux bars et aux restaurants.
- Des groupes de deux personnes maximum sont autorisés dans les espaces publics. Cette restriction ne s’applique pas aux familles résidant sous le même toit ou à leurs déplacements, ni aux agents des services publics. Cela s’applique également aux bars et restaurants.
- Les centres commerciaux seront fermés à partir du 27 mars, à l’exception des magasins alimentaires, pharmacies, boutiques de télécommunications, banques, services postaux, distributeurs automatiques et les commerces de vente ou de location d’équipements médicaux autorisés. Les lieux de restauration des centres commerciaux sont uniquement autorisés à effectuer de la vente à emporter.
- Dans les commerces qui restent ouverts, les individus doivent impérativement garder une distance de deux mètres entre eux. Des gels hydroalcooliques doivent être mis à disposition à l’entrée et à la sortie de chaque commerce ouvert au public.
- Les restaurants et les bars seront fermés à partir de 22H dans la soirée, et après cette heure seule la vente à emporter et la livraison seront autorisées.
- Les autres lieux de divertissement tels que les bowlings, salles de billard, bars à chicha et clubs pour adultes seront fermés à partir du 27 mars.
- Fermeture de tous les clubs de sport, piscines, centres aquatiques, spas, centres de jeux pour enfants, centres de jour.
- Les hôtels doivent fermer leurs salles de sport, piscines et saunas/spas.
- Fermeture des musées, cinémas jusqu’au 1er mai.
- Annulation de tous les évènements internationaux en Estonie « jusqu’au 1er mai »
- Annulation des manifestations publiques (y compris concerts, conférences, spectacles, etc.).
- Fermeture des écoles et universités à partir de lundi 16 mars.
- Le gouvernement a par ailleurs décidé de suspendre l’accueil de bateaux de croisière jusqu’au 1er mai.
- Pour protéger les îles de l’épidémie, des restrictions sont mises en place pour les îles de Hiiumaa, Saaremaa, Muhumaa, Vormsi, Kihnu et Ruhnu pour les deux prochaines semaines. Seules les résidents permanents de ces îles sont autorisés à y accéder et doivent rester dans leurs voitures pendant la traversée. Les personnes non résidentes actuellement sur ces îles sont autorisées à partir. Les résidents des îles qui y sont actuellement ne doivent pas quitter leur résidence, sauf exceptions listées dans l’ordonnance de fermeture.
- Les croisières Tallinn-Stockholm sont suspendues.

## Statistiques

Nombre de cas en Estonie depuis le début de l'épidémie.

Nombre de morts en Estonie depuis le début de l'épidémie.